# Niklas Nordgren
Niklas Nordgren (Örnsköldsvik, 28 giugno 1979) è un ex hockeista su ghiaccio svedese.